# Ixtapa Zihuatanejo
Ixtapa Zihuatanejo es una localidad con resorts de playa localizado en el municipio de Zihuatanejo de Azueta, en el estado mexicano de Guerrero. Se encuentra a 5 km (3,1 millas) al noroeste de la cabecera municipal, Zihuatanejo, y algunos 245 km (152 millas) al noroeste de Acapulco, en la región Costa Grande del estado.
Ixtapa es un complejo turístico planificado por el Fondo Nacional de Fomento al Turismo en 1968 con el fondo especial otorgado por el Banco de México para la creación de nuevos destinos turísticos en las costas del país, debido al incremento en visitantes y viendo el gobierno federal la necesidad de crear una oferta hotelera de lujo y más amplia su construcción empezó en 1970 e inició operaciones formalmente en 1974. Fue edificado sobre lo que en alguna época era un plantío de cocos. Se desarrolló como un  centro turístico con exclusivos hoteles, villas de lujo y resorts de cadenas internacionales, siendo un contraste con el puerto pesquero de Zihuatanejo que se encuentra a solo 5 km de distancia. Actualmente es uno de los principales destinos turísticos de México, recibiendo en promedio a un poco más de 2 millones de turistas anualmente.
Se ha confundido el término Ixtapa-Zihuatanejo pensando que es una única ciudad, pero en realidad es su nombre oficial, no teniendo nada que ver con la cabecera municipal que es Zihuatanejo. En el censo de 2020 del Instituto Nacional de Estadística y Geografía, la población de Ixtapa era 13,806. Ixtapa pertenece a la zona turística Triángulo del Sol del estado, junto con Acapulco, Taxco y Zihuatanejo.

## Toponimia
(del náhuatl: Iztal, pa ‘sal o blanco, en’‘Lugar blanco’)
Para mantener la tradición de nombrar los nuevos destinos turísticos de México con nombres en lenguas nativas, en honor a los antepasados, se elige la palabra "Ixtapa" de la lengua náhuatl que significa "lugar blanco" en referencia a sus blancas arenas.
Durante el inicio del desarrollo se le conocía como el "Nuevo Zihuatanejo" por los lugareños. Una vez que le fue asignado el nombre oficial de Ixtapa, les llevó aproximadamente un año a los pobladores decidir como se llamaría el doble destino, Ixtapa-Zihuatanejo o Zihuatanejo-Ixtapa.

## Historia

### SigloXX
Desde los años 60, el puerto pesquero de Zihuatanejo había obtenido fama turística por lo que recibía una buena cantidad de turistas anualmente, debido a esto el gobierno de México decidió crear un pequeño centro internacional en el puerto.

#### Planificación
Ixtapa es un complejo turístico planificado por el gobierno que se inició a principios de 1970 y construido sobre lo que fue una plantación de cocoteros y manglares del estuario.
Debido al incremento en visitantes y viendo el gobierno federal la necesidad de crear una oferta hotelera de lujo y más amplia, "Fonatur" (organismo federal de desarrollo) expropia plantaciones de coco cerca de Zihuatanejo -cuyo propietario era el Sr. Guillermo Leyva Gómez-,  para crear un nuevo desarrollo turístico. En 1968, el Banco de México creó un fondo especial para la creación de nuevos destinos turísticos en las costas del país. Los dos primeros fueron esos destinos de Cancún, en el estado de Quintana Roo, e Ixtapa, cerca de la ciudad de Zihuatanejo.

#### Desarrollo
En primera instancia este desarrollo se pretendió realizar dentro del mismo Zihuatanejo pero su gente se opuso a que se cambiara drásticamente la fisionomía del pueblo y que se construyeran altos edificios y por ello tuvieron que buscar terrenos cercanos y encontraron los ideales a solo 7 km de distancia. pero caminando es menos tiempo.
El desarrollo de Ixtapa fue el primer destino apoyado por un préstamo del Banco Mundial para su creación. Otros centros planeados son Huatulco, Loreto y Los Cabos.

#### Creación
La idea detrás de la planeación de Ixtapa fue la de construir un complemento de primera clase para la ya establecida popularidad de Zihuatanejo y de tal forma que ofreciera una limitada extensión con servicios de clase internacional para los turistas que no gustan de ciudades o destinos muy grandes.
Inicialmente, se determinó una superficie de 4,225 hectáreas para desarrollar el centro urbano de Zihuatanejo y la zona turística en Ixtapa, posteriormente dicha área se subdivide en dos polígonos, la zona turística queda a cargo del Fondo Nacional de Fomento al Turismo con un área de 2,016 hectáreas y las 2,209 hectáreas restantes quedaron bajo la responsabilidad del Fideicomiso de Zihuatanejo (FIBAZI). El proyecto turístico Ixtapa-Zihuatanejo, fue el primero financiado por el Banco Mundial, cuyo capital apoyó la construcción del aeropuerto internacional, vialidades que conectan con el desarrollo, obras hidráulicas como la construcción de escolleras, un canal que conecta al mar con la laguna de Ixtapa, sistemas de drenaje y alcantarillado incluyendo plantas de tratamiento de aguas y en general obras de infraestructura turística y urbana.

#### Infraestructura
Oficialmente, las obras de urbanización, equipamiento y obras de cabeza se pusieron en marcha en 1974. En 1976, se construyeron el aeropuerto internacional localizado a solo 10 minutos de la ciudad por la carretera nacional Zihuatanejo-Acapulco, y en Ixtapa, el campo de golf Palma Real de 18 hoyos diseñado por Robert Trent Jones Jr.
El plan maestro de Ixtapa fue desarrollado por los arquitectos Enrique y Agustín Landa Verdugo, quien también participó en la elección del sitio. Su proyecto se define el diseño de la destinación turística de la calle y la zonificación. El proyecto está organizado en super-bloques con formas irregulares, con las calles de alta velocidad que separan estos bloques y callejones sin salida-en su interior. Una pareja de arquitectos fueron seleccionados para construir esta ciudad, algunos son todavía los habitantes de esta ciudad. Arquitectos como Miguel Ángel Rojas y Concepción Rivera viven y trabajan en esta ciudad. La famosa telenovela mexicana "Marimar" fue filmada aquí en 1994.

### SigloXXI
Desde los años 80 Ixtapa ha obtenido fama internacional como centro turístico, por lo que es actualmente uno de los principales destinos turísticos del Estado de Guerrero y de México, recibiendo en promedio a un poco más de 2 millones de turistas anualmente.
En la actualidad Ixtapa cuenta con grandes edificios que conforman la zona hotelera, sus construcciones son modernas o de estilo colonial-costeño y debido a la cercanía con el puerto de Zihuatanejo forman un binomio de playa que es uno de los puntos más importantes turísticamente hablando del Estado de Guerrero, formando el Triángulo del Sol.

## Geografía

### Clima
| Parámetros climáticos promedio de Zihuatanejo | Parámetros climáticos promedio de Zihuatanejo | Parámetros climáticos promedio de Zihuatanejo | Parámetros climáticos promedio de Zihuatanejo | Parámetros climáticos promedio de Zihuatanejo | Parámetros climáticos promedio de Zihuatanejo | Parámetros climáticos promedio de Zihuatanejo | Parámetros climáticos promedio de Zihuatanejo | Parámetros climáticos promedio de Zihuatanejo | Parámetros climáticos promedio de Zihuatanejo | Parámetros climáticos promedio de Zihuatanejo | Parámetros climáticos promedio de Zihuatanejo | Parámetros climáticos promedio de Zihuatanejo | Parámetros climáticos promedio de Zihuatanejo |
| Mes                                           | Ene.                                          | Feb.                                          | Mar.                                          | Abr.                                          | May.                                          | Jun.                                          | Jul.                                          | Ago.                                          | Sep.                                          | Oct.                                          | Nov.                                          | Dic.                                          | Anual                                         |
| --------------------------------------------- | --------------------------------------------- | --------------------------------------------- | --------------------------------------------- | --------------------------------------------- | --------------------------------------------- | --------------------------------------------- | --------------------------------------------- | --------------------------------------------- | --------------------------------------------- | --------------------------------------------- | --------------------------------------------- | --------------------------------------------- | --------------------------------------------- |
| Temp. máx. abs. (°C)                          | 36.5                                          | 37                                            | 36                                            | 37.5                                          | 41                                            | 39                                            | 42                                            | 41                                            | 38                                            | 39                                            | 38                                            | 38                                            | '                                             |
| Temp. máx. media (°C)                         | 31                                            | 31                                            | 31                                            | 32                                            | 32                                            | 32                                            | 32                                            | 32                                            | 31                                            | 32                                            | 31                                            | 31                                            | 32                                            |
| Temp. mín. media (°C)                         | 19                                            | 18                                            | 19                                            | 21                                            | 22                                            | 24                                            | 23                                            | 23                                            | 23                                            | 23                                            | 22                                            | 20                                            | 21                                            |
| Temp. mín. abs. (°C)                          | 13                                            | 13                                            | 14                                            | 14.5                                          | 14.5                                          | 20                                            | 20                                            | 18.5                                          | 18.5                                          | 18                                            | 17                                            | 15                                            | '                                             |
| Precipitación total (mm)                      | 20                                            | 17                                            | 5                                             | 0                                             | 21                                            | 190                                           | 205                                           | 315                                           | 495                                           | 228                                           | 32                                            | 15                                            | 1545                                          |
| Fuente: Weatherbase                           |                                               |                                               |                                               |                                               |                                               |                                               |                                               |                                               |                                               |                                               |                                               |                                               |                                               |

### Localización
Se encuentra en la región Costa Grande de Guerrero, a una altitud promedio de 20 metros sobre el nivel del mar.
Distancia de Ixtapa a algunas ciudades de México
- Zihuatanejo (8 km)
- Acapulco (254 km)
- Chilpancingo (338 km)
- Iguala (386 km)
- Taxco de Alarcón (421 km)
- Guadalajara (528 km)
- Santiago de Querétaro (533 km)
- León (541 km)
- Puebla (617 km)
- Tlaxcala (629 km)
- Ciudad de México (641 km)
- Puerto Vallarta (713 km)
- Veracruz (894 km)
- Mazatlán (1,005 km)
- Monterrey (1,171 km)
- San José del Cabo (1,843 km)
- Juárez (1,968 km)
- Cancún (2,105 km)
- Tijuana (2,754 km)

### Recursos naturales
Existen especies maderables como: Pino, cedro, ocote, caoba y roble. Sus recursos naturales también están representados por la actividad pesquera en captura de especies como: Tiburón, almeja, ostión, guachinango, mojarra y lisa.

## Gobierno
Actualmente el gobierno está compuesto por
- Presidente municipal, representado por la coalición Todos por México, conformada por el conformada por el Partido Revolucionario Institucional (PRI), el partido Nueva Alianza (PANAL) y el Partido Verde Ecologista de México (PVEM) para el periodo 2018-2021.[10]
- Síndicos Procuradores, un claro ejemplo es el Síndico
- Regidores, un claro ejemplo es la Regidora

### Representación legislativa
Para la elección de los Diputados locales al Congreso de Guerrero y de los Diputados federales a la Cámara de Diputados de México, Zihuatanejo se encuentra integrado en los siguientes distritos electorales:

#### Local
| Distrito                                | Cabecera              | Diputado                 | Secciones | Partido | Ref.   |
| --------------------------------------- | --------------------- | ------------------------ | --------- | ------- | ------ |
| Distrito electoral local 11 de Guerrero | Zihuatanejo de Azueta | Adalid Pérez Galeana     | 114       |         | [ 11 ] |
| Distrito electoral local 12 de Guerrero | Zihuatanejo de Azueta | Cervando Ayala Rodríguez | 103       |         | [ 11 ] |

#### Federal
| Distrito                                 | Cabecera              | Diputado                         | Partido | Ref.   |
| ---------------------------------------- | --------------------- | -------------------------------- | ------- | ------ |
| Distrito electoral federal 3 de Guerrero | Zihuatanejo de Azueta | María del Carmen Cabrera Lagunas |         | [ 12 ] |

## Demografía

### Población
Ixtapa es la vigésima ciudad más poblada del Estado de Guerrero, al contar en 2020 con una población de 13,806 habitantes, 4814 habitantes más que en 2010, de las cuales, 7,044 son mujeres y 6,762 hombres; de acuerdo con el último conteo y delimitación oficial realizada en 2020 en conjunto por el Instituto Nacional de Estadística y Geografía, el Consejo Nacional de Población y la Secretaría de Desarrollo Social.
Es la segunda localidad más poblada del municipio de Zihuatanejo de Azueta, siendo la segunda localidad que tuvo mayor porcentaje de crecimiento en el estado en 2020, con un crecimiento de 53,5% entre el 2010 y 2020.
Notas
      Fuente:Instituto Nacional de Estadística y Geografía
- Censos de población (1900 - 1990, 2000 y 2010)[16]
- Conteos de Población (1995 y 2005)[16]

## Actualidad
Ixtapa se ha convertido en un moderno destino de clase y categoría mundial que fue diseñado por el Fondo Nacional de Fomento al Turismo a partir de unas plantaciones de cocos que fueron expropiadas y para el año 1968 iniciar su desarrollo. Actualmente registra altos índices de turismo en el estado y recibe anualmente 2 millones de turistas aproximadamente.

### Zona hotelera
En Ixtapa se aprecian los grandes edificios que conforman la zona hotelera, sus construcciones son modernas o de estilo colonial-costeño con hermosos y bien cuidados jardines y tiene varias zonas residenciales todas relativamente extensas pero mayormente separadas de las zona hotelera I (Blvr. Ixtapa) y la zona hotelera II (Playa Linda).
La mayoría de los hoteles son de cinco y cuatro estrellas. La mayoría de ellos están afiliados a importantes cadenas hoteleras internacionales y nacionales, incluyendo NH Hoteles e InterContinental Hotels Group. El área hotelera sobre playa conocida como Zona Hotelera I tiene una extensión aproximada de 4,5 km y el nombre de su playa es El Palmar. 
Existen alrededor de 6500 habitaciones distribuidas entre los diferentes hoteles, suites, búngalos y villas autorizadas para hospedaje turístico. Muchos hoteles se encuentran sobre la playa o cerca de ella y cada uno le ofrece variados servicios y comodidades.
En 1971 se construyó el primer hotel en este bien diseñado y planeado desarrollo. Su construcción inicio en 1971 y finalizó en 1974. Durante esa época solo había siete hoteles, Sheraton, Aristos, Riviera del Sol, Presidente, Holiday Inn, Dorado Pacífico y Krystal. La zona residencial estaba todavía en desarrollo, calles de terracería (sin pavimentar) y terrenos baldíos. El hotel Aristos que en su última etapa se llamaba "Sandy Beach", fue demolido en el año 2003 para dar cabida a un nuevo complejo de condominios de lujo.

## Turismo
Ixtapa es el segundo destino turístico más importante en el estado y uno de los más importantes en México, tiene una Marina de 2 km. Está integrada por instalaciones náuticas con capacidad de amarre para 621 yates, villas privadas, restaurantes, tiendas, un club de playa y un centro de tenis, así como un campo de golf de 18 hoyos, atravesado por canales, fue diseñada por Robert Von Hagge.
En 2017 Ixtapa tenía 5 857 habitaciones disponibles con una ocupación hotelera de 60.3%, y conforma junto con Acapulco, Taxco y Zihuatanejo el resort turístico de Guerrero llamado Triángulo del Sol. El mantenimiento de la imagen urbana de esta parte del destino aún lo realiza Fonatur con recursos federales en contraste con Zihuatanejo donde el Gobierno municipal realiza todas estas tareas.
Según el estudio "Perfil del turista que visita Guerrero – temporada vacacional decembrina diciembre 2014 a enero de 2015", realizado por el Observatorio de Turismo Sustentable del Estado de Guerrero entre 2014 y 2015, Para el caso de Ixtapa-Zihuatanejo el 23 por ciento de los turistas nacionales que llegan son de Guanajuato, el 22 por ciento de Michoacán, el 18 por ciento de la Ciudad de México, el 14 por ciento de Querétaro, un 7 por ciento son guerrerenses; otro 7 por ciento del Estado de México y un 11 por ciento son de otros estados.
De igual manera, se informa que en el caso de turistas extranjeros, el 54 por ciento de los encuestados provenían de Canadá; el 35 por ciento de Estados Unidos; un 3 por ciento de Suiza; 2 por ciento de Argentina; 2 por ciento de Italia y el 4% restante de otros países (destacando principalmente India).

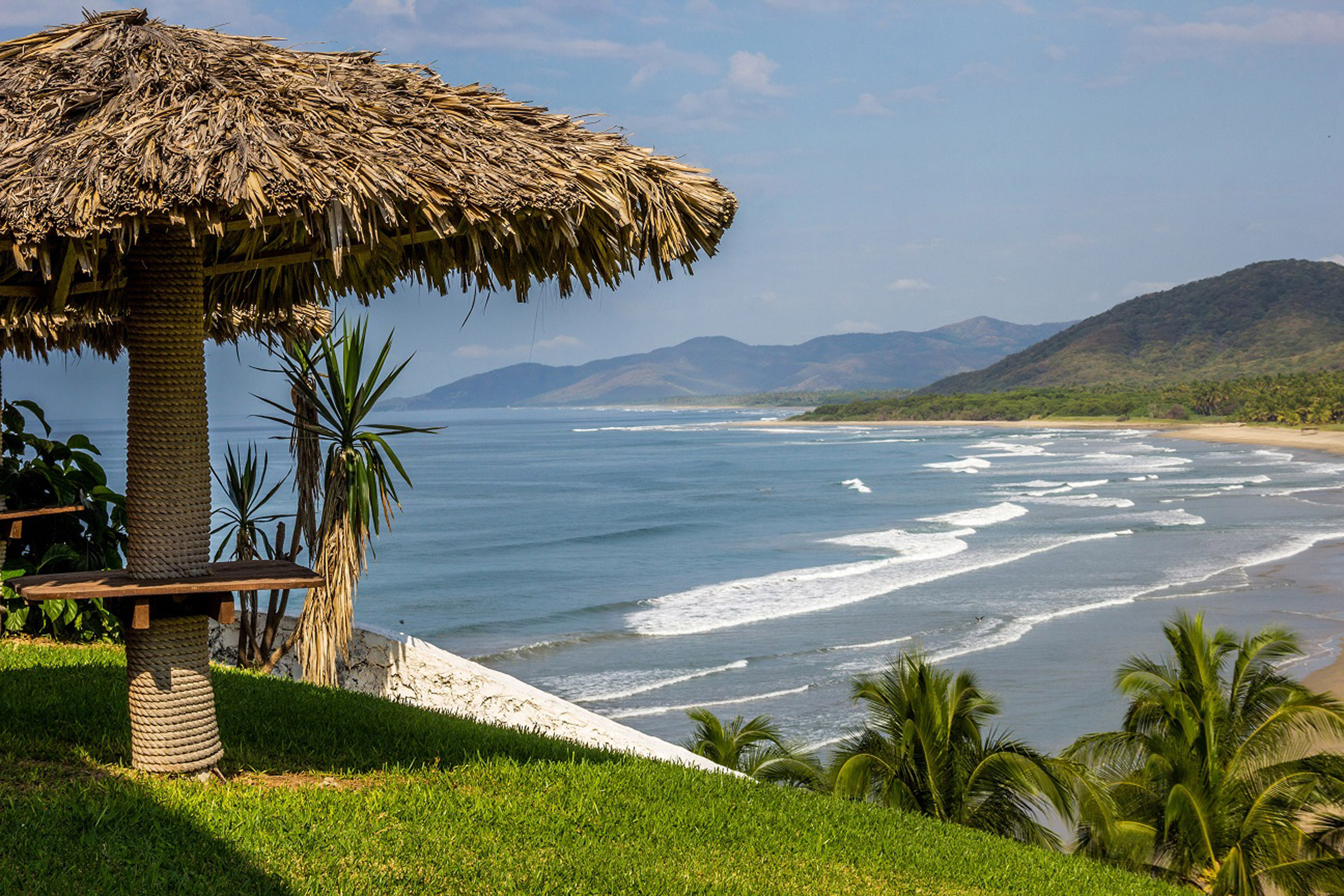
Bahía de Ixtapa
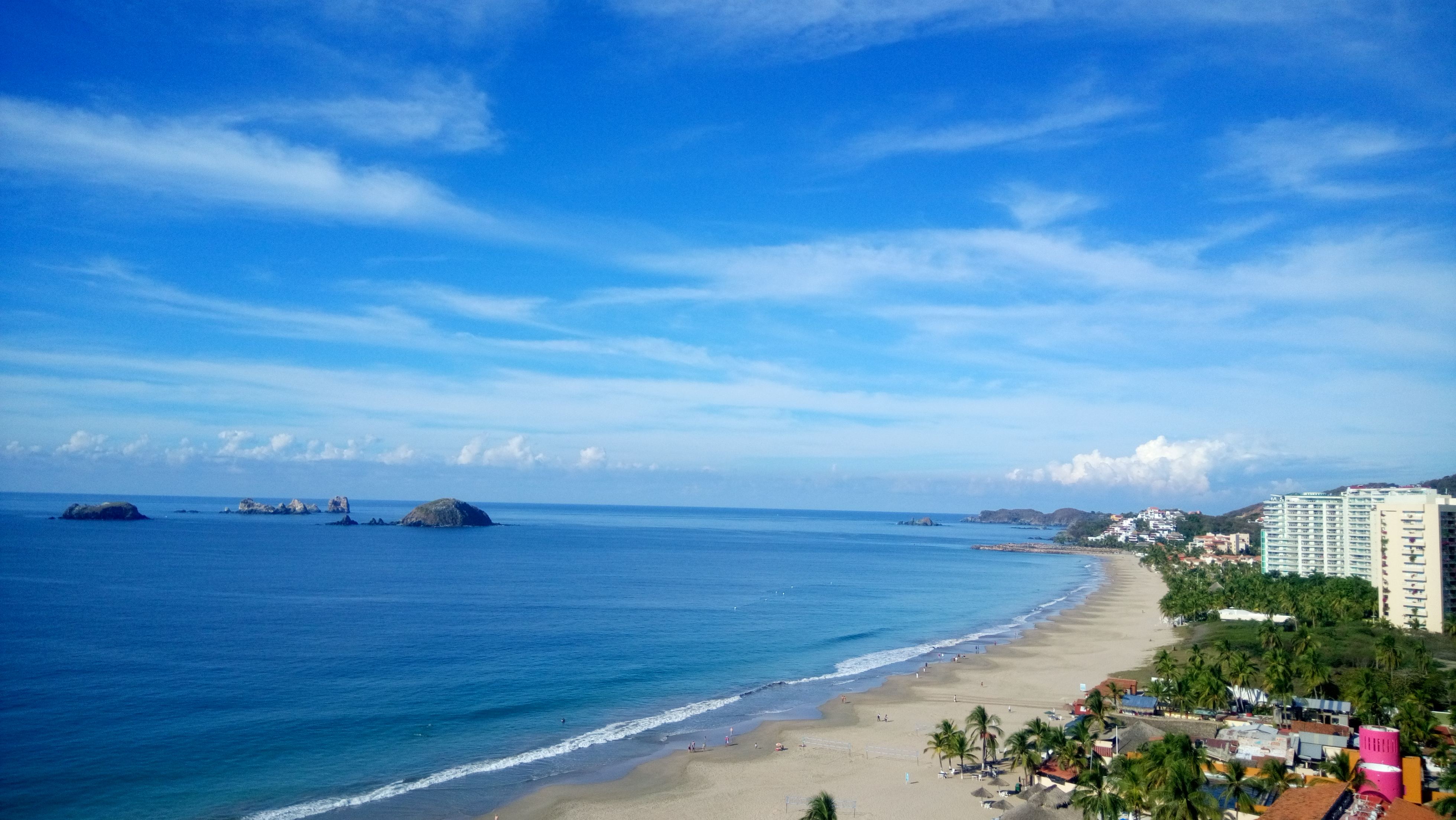
Bahía de Ixtapa
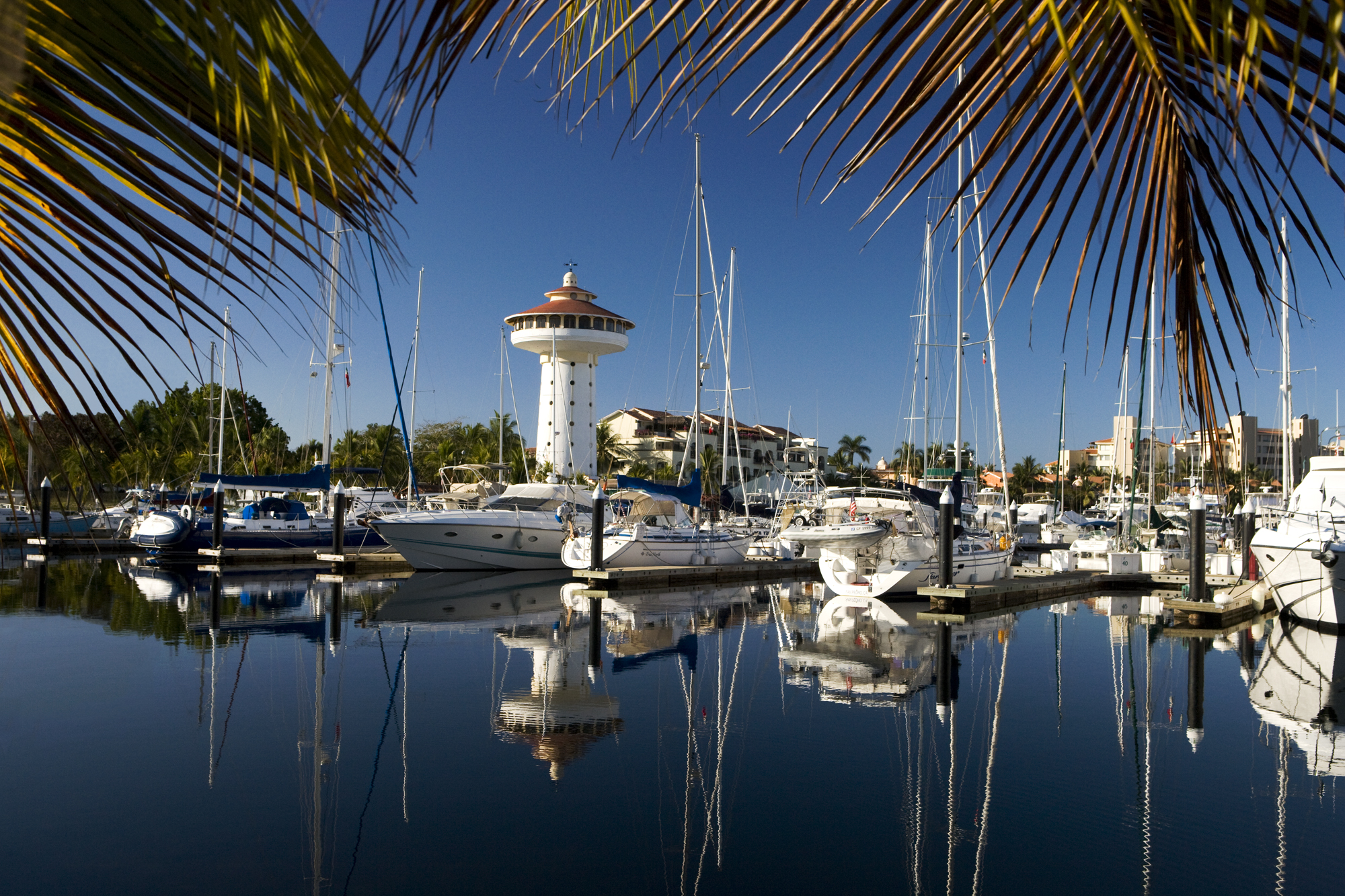
Marina Ixtapa

En este periodo, a Ixtapa-Zihuatanejo el 48 por ciento de los turistas llegó en auto propio, el 29 por ciento llegó en autobús, otro 14 por ciento alquilaron un transporte privado (chárter terrestre), un 8 por ciento llegaron en avión y un 1 por ciento utilizó otros medios de transporte.
Ixtapa cuenta con varios Centros Comerciales de estilos modernos y coloniales, todos ellos interconectados por plazas y jardines de tal forma que es muy difícil determinar donde termina uno y empieza el otro. En Centros Comerciales encontrará agradables y variados restaurantes, cafés, bares, boutiques, tiendas de ropa, de comestibles, farmacias, etc. Del otro lado de la avenida, se encuentran los hoteles de playa con sus típicos bares y restaurantes.
Al final de la avenida, se encuentra La Marina de Ixtapa con capacidad para más de 100 yates, un campo de golf, tiendas, lujosas casas, condominios y un andador junto a La Marina con varios acogedores bares y restaurantes de especialidades.
Muy cerca se encuentran Playa Linda y Playa Quieta, cada una con un hotel sobre sus orillas. Ixtapa también cuenta con algunas propiedades de Tiempo Compartido.

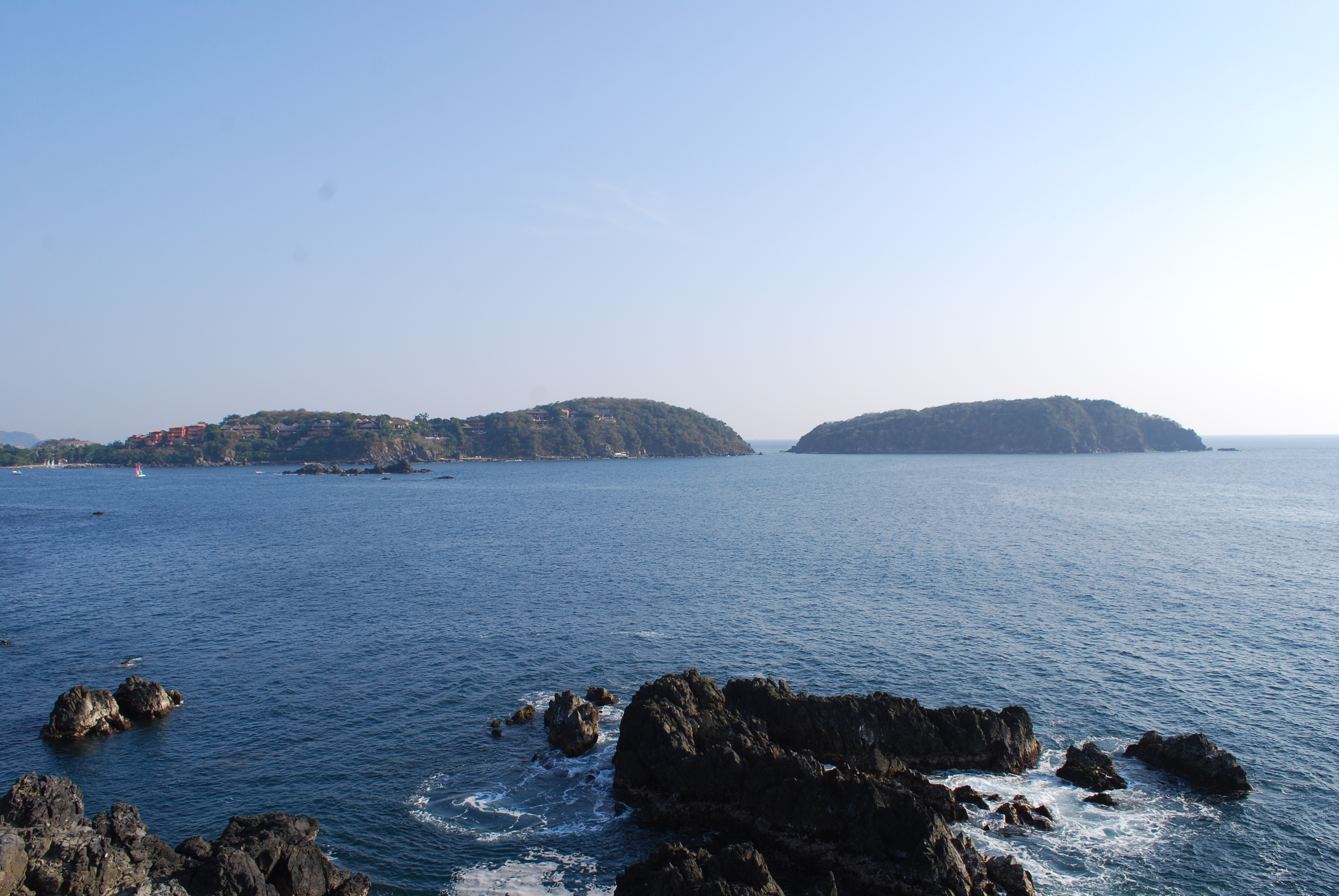
Isla Ixtapa.

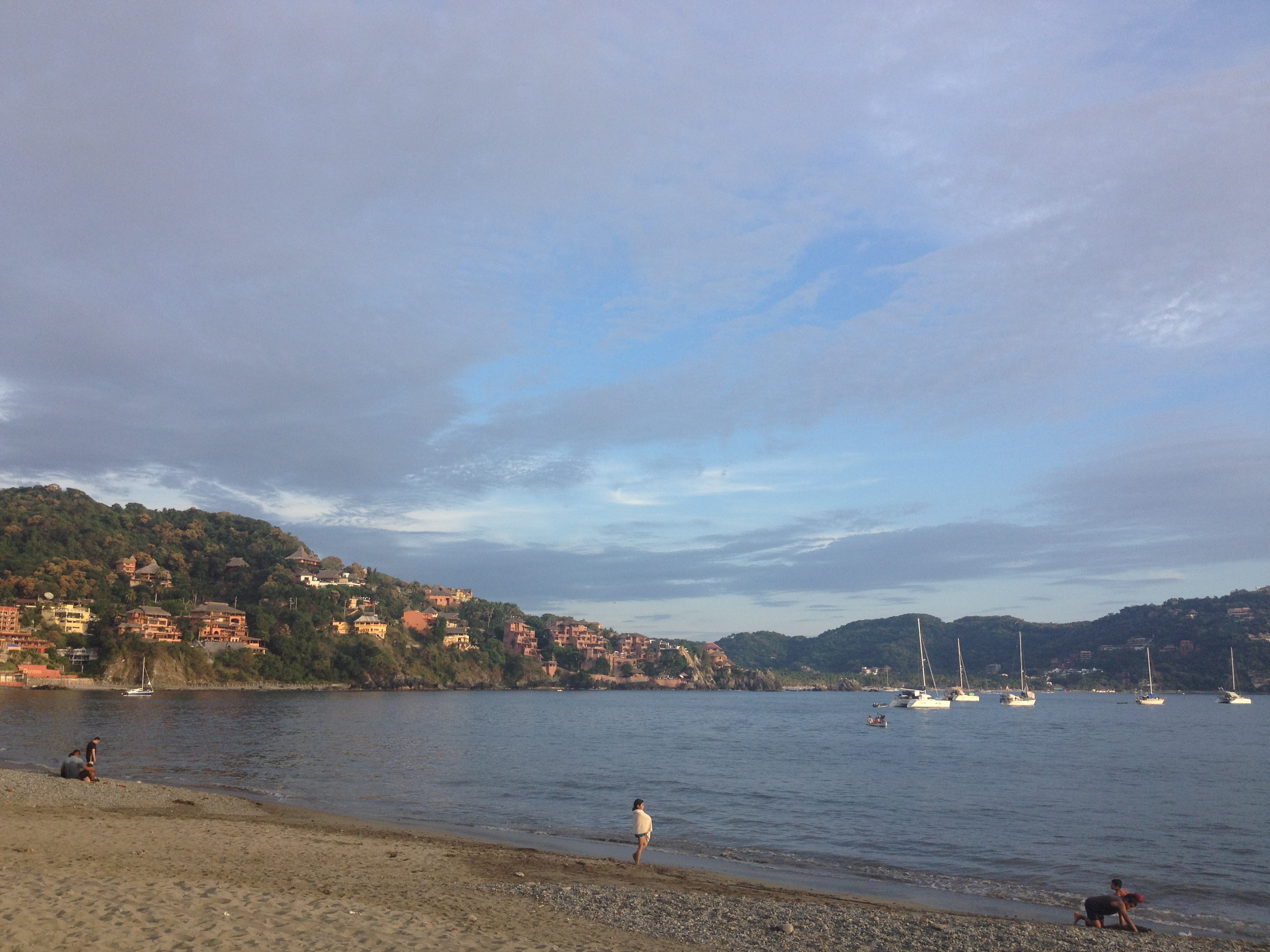
Playa La Ropa.

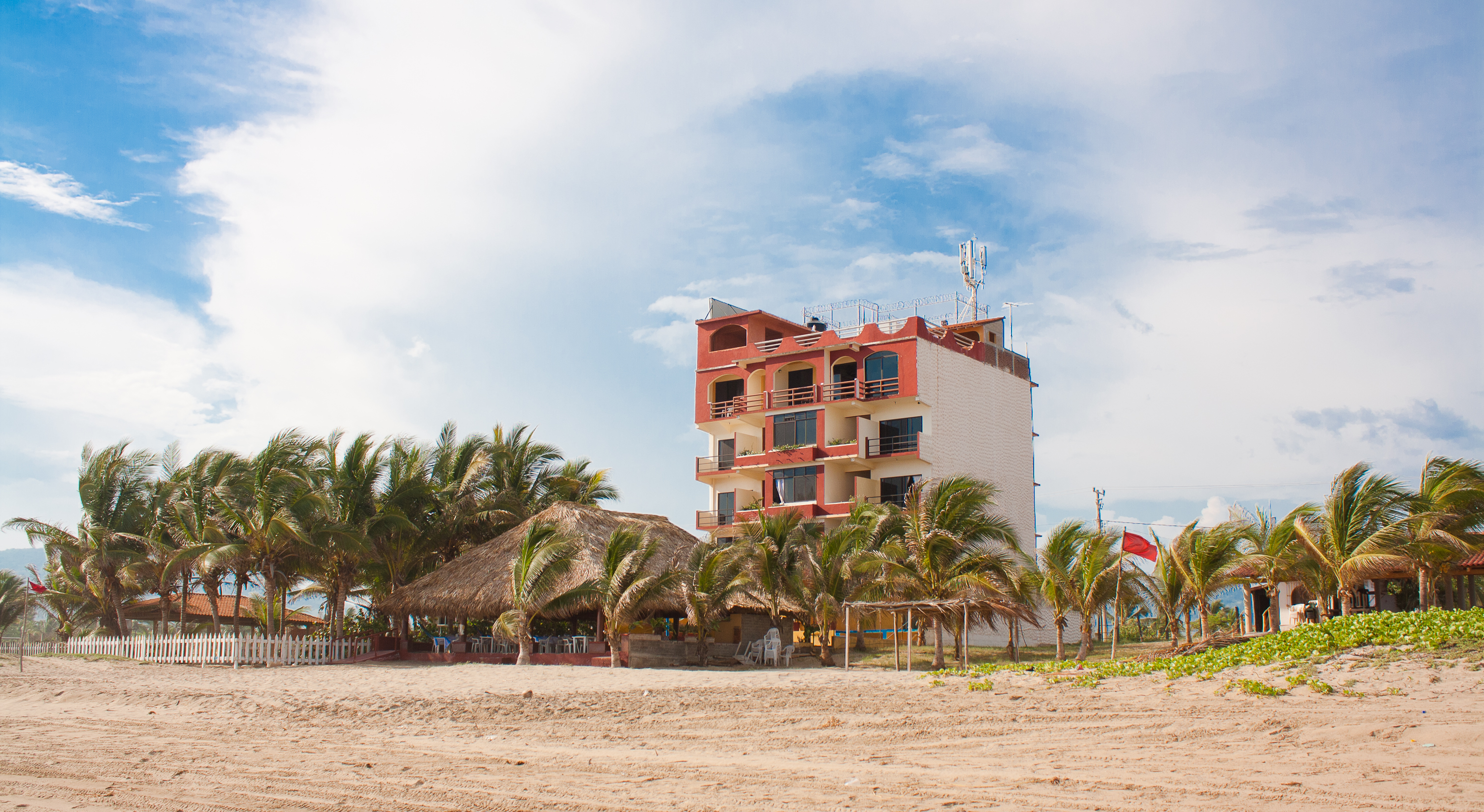
Hotel Marbella en Playa Larga.

Franja de playa.

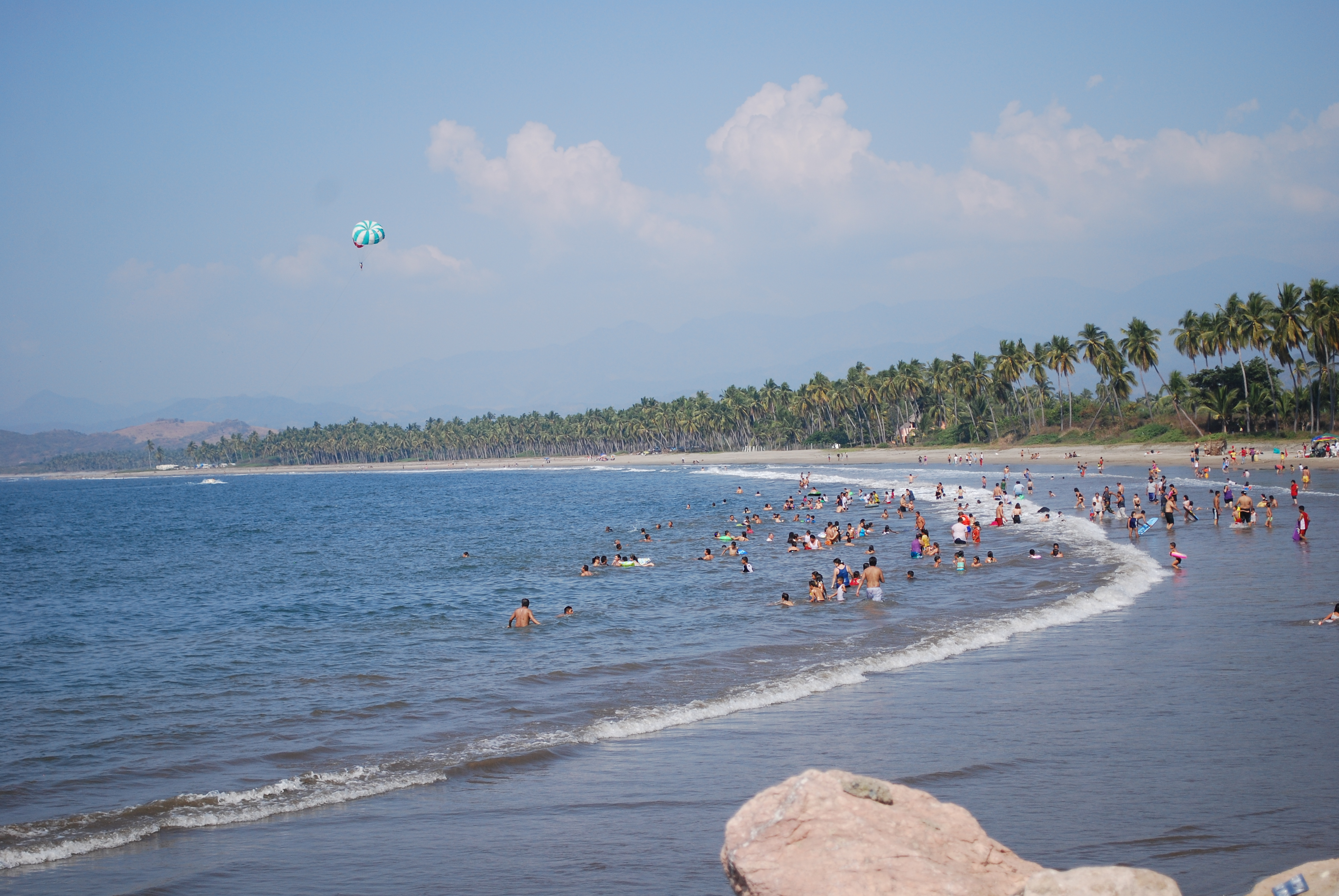
Playa Linda.

### Isla Ixtapa
A solo unos minutos de distancia hacia el norte de la zona de los hoteles en Ixtapa está Playa Linda. Desde allí parten lanchas para la isla de Ixtapa que alberga una gran diversidad de vida salvaje: mapaches, armadillos, ciervos, iguanas, venados, e innumerables especies de aves nativas.

### Playas
Las principales playas de Ixtapa son:

#### Ixtapa
- Playa El Palmar.
- Playa Linda
- Playa Quieta
- Playa Cuatas (zona norte)
- Playa Don Juan (zona norte)
- Playa Don Rodrigo (zona norte)
- Playa Riscalillo (zona norte)

#### Isla Ixtapa
- Playa Varadero
- Playa Coral
- Playa Cuachalalate
- Playa Sacrificio

### Hoteles
Ixtapa ofrece una variedad de hoteles, hay más de 5000 habitaciones de hotel en Ixtapa disponibles para el turista. Varias empresas hoteleras operan en Ixtapa, incluyendo AmResorts, Barceló y InterContinental Hotels Group, entre otras. Este complejo fue planificado especialmente para atraer turistas internacionales y se ha confundido el término ixtapa-zihuatanejo pensando que es una única ciudad, pero en realidad se le llama así por su cercanía con la cabecera municipal que es Zihuatanejo.
Zona Hotelera de Ixtapa:
- Azul Ixtapa
- Azul Ixtapa Grand
- Barceló Ixtapa Beach
- Cala de Mar Ixtapa
- Hotel y Villas Ixzi Plus
- Club Med Ixtapa Pacific
- Coral Ixtapa
- Coral Vista del Mar
- Emporio Ixtapa
- Fontan Ixtapa
- Gamma de Fiesta Inn Plaza Ixtapa
- Ixtapa Palace Resort & Spa
- Krystal Ixtapa Hotel & Resort
- Las Brisas Ixtapa
- Pacífica Beach & Resort
- Park Royal Ixtapa
- Posada Real Ixtapa
- Holiday Inn Resort Ixtapa
- Puerta del Mar
- Qualton Club Ixtapa All Inclusive
- Sunscape Dorado Pacífico Ixtapa Resort & Spa
- Tesoro Ixtapa
- Villas Paraíso Ixtapa

## Transporte

### Vías de transporte

#### Autopistas y carreteras
Las principales conexiones del binomio turístico son vía aérea y terrestre. Cuenta con la carretera nacional Zihuatanejo-Acapulco que da servicio a las ciudades de Zihuatanejo e Ixtapa.
Adicionalmente la carretera federal 200 fue renovada y ampliada entre 2003 y 2016 para aumentar su capacidad de afluencia vehicular a partir del impulso turístico recibido por la creación de la autopista Siglo XXI, que trajo consigo un crecimiento en la afluencia desde el Bajío y occidente del país tanto en transporte privado como líneas regulares de autobuses. Esta carretera conecta también con el puerto de Acapulco.

#### Aeropuerto
En 1976, fue construido el Aeropuerto Internacional de Ixtapa-Zihuatanejo localizado a solo 10 minutos de la ciudad, siendo el segundo aeropuerto internacional en el estado, junto con el aeropuerto de Acapulco.

#### Autobuses
Actualmente no existe una terminal de autobuses en Ixtapa, sin embargo, algunas de las líneas de transporte hacen una parada exclusiva en esta ciudad para finalmente hacer destino final en la terminal de autobuses de Zihuatanejo, en la que al 2018 prestan servicio 8 diferentes empresas:

| Empresa    | Destinos                    | Parada en Ixtapa |
| ---------- | --------------------------- | ---------------- |
| ADO        | Acapulco                    |                  |
| ADO        | Chilpancingo                | ✓                |
| ADO        | Coyuca de Benítez           |                  |
| ADO        | Cuernavaca                  |                  |
| ADO        | Lázaro Cárdenas             | ✓                |
| ADO        | Ciudad de México (Taxqueña) | ✓                |
| ADO        | Papanoa                     |                  |
| ADO        | Petatlán                    |                  |
| ADO        | San Jerónimo                |                  |
| ADO        | Tecpan de Galeana           |                  |
| Autovías   | 4 Caminos                   |                  |
| Autovías   | Guadalajara                 |                  |
| Autovías   | México Norte                |                  |
| Autovías   | México Poniente             | ✓                |
| Autovías   | Morelia                     | ✓                |
| Autovías   | Toluca                      | ✓                |
| Autovías   | Uruapan                     |                  |
| Autovías   | Zamora                      |                  |
| Costa Line | Acapulco                    |                  |
| Costa Line | Ciudad de México            |                  |
| Costa Line | Chilpancingo                |                  |
| Costa Line | Coyuca de Benítez           |                  |
| Costa Line | Lázaro Cárdenas             |                  |
| Costa Line | Petatlán                    |                  |
| Costa Line | Tecpan de Galeana           |                  |

| Empresa           | Destinos                 | Parada en Ixtapa |
| ----------------- | ------------------------ | ---------------- |
| Estrella Blanca   | San Luis Río Colorado    |                  |
| Estrella Blanca   | San Nicolás de los Garza |                  |
| Estrella Blanca   | Santa Ana                |                  |
| Estrella Blanca   | Sonoyta                  |                  |
| Estrella Blanca   | Tecate                   |                  |
| Estrella Blanca   | Tecomán                  |                  |
| Estrella Blanca   | Tijuana                  |                  |
| Estrella Blanca   | Uruapan                  |                  |
| Estrella Blanca   | Zamora                   |                  |
| Estrella Blanca   | Zapopan                  |                  |
| Futura Bus        | Manzanillo               |                  |
| Futura Bus        | México Norte             |                  |
| Futura Bus        | Monterrey                |                  |
| Futura Bus        | Morelia                  |                  |
| Futura Bus        | Nuevo Laredo             |                  |
| Futura Bus        | Puerto Vallarta          |                  |
| Futura Bus        | Querétaro                |                  |
| Futura Bus        | Saltillo                 |                  |
| Futura Bus        | San Luis Potosí          |                  |
| Ómnibus de México | Celaya                   | ✓                |
| Ómnibus de México | Lázaro Cárdenas          | ✓                |
| Ómnibus de México | Monterrey                | ✓                |
| Ómnibus de México | Nuevo Laredo             |                  |
| Ómnibus de México | Querétaro                |                  |
| Ómnibus de México | Saltillo                 |                  |

| Empresa      | Destinos        | Parada en Ixtapa |
| ------------ | --------------- | ---------------- |
| Parhikuni    | Cuatro Caminos  | ✓                |
| Parhikuni    | Morelia         | ✓                |
| Parhikuni    | Tepalcatepec    | ✓                |
| Parhikuni    | Uruapan         | ✓                |
| Primera Plus | Aguascalientes  | ✓                |
| Primera Plus | Celaya          | ✓                |
| Primera Plus | Irapuato        | ✓                |
| Primera Plus | León            | ✓                |
| Primera Plus | Moroleón        | ✓                |
| Primera Plus | Querétaro       | ✓                |
| Zina Bus     | México Poniente |                  |

### Medios de transporte
Para trasladarse entre Ixtapa y Zihuatanejo hay numerosos opciones, desde colectivos hasta taxis. Hay un servicio regular de minibuses entre las dos ciudades, cada media hora, hasta las 23:00 horas.

## Relaciones Internacionales

### Consulados
Debido a la cercanía con el puerto de Acapulco, la ciudad únicamente cuenta con un consulado honorario que abarca al binomio de Ixtapa-Zihuatanejo.
- Consulado honorario de Alemania

### Hermanamientos
Actualmente el binomio esta hermanado con varias ciudades en México y el mundo, busca estrechar lazos para fortalecer áreas como comercio, inversiones, negocios, cultura, turismo, desarrollo municipal, educación, cultura, ciencia, tecnología, ambiente, ecología, entre otros.
| - Kioto, Japón, (1979) - McAllen, Estados Unidos, (1997) - Palm Desert, Estados Unidos, (2003) - Collingwood, Canadá, (2005) - Guadalajara, México, (2009) | - Morelia, México, (2010) - Uruapan, México, (2013) - Bensenville, Estados Unidos, (2014) - Sicilia, Italia, (2019) - Chicago, Estados Unidos, (2019) |